# Pierre David-Weill
Pour les articles homonymes, voir Pierre David, David et Weill.
Pour les autres membres de la famille, voir Famille David-Weill.
Pierre Sylvain Désiré Gérard David-Weill, né le 8 mars 1900 à Paris 8e et mort le 14 janvier 1975 à Paris 7e, est un banquier d'investissement et collectionneur d'art français.

## Biographie

### Famille
Pierre David-Weill est le fils de David David-Weill (1871-1952), président de la banque Lazard Frères, et de Flora Raphaël.

### Jeunesse et études
Il suit ses études au lycée Carnot et au lycée de Neuilly, obtient une licence de la faculté de droit de Paris et sort diplômé de l'École libre des sciences politiques.
En 1932, Pierre David-Weill se marie avec Berthe Haardt (1897-1985), divorcée du baron Napoléon Émile Gaillard et nièce de Georges-Marie Haardt, avec qui il a un fils, Michel David-Weill (1932-2022), et une fille, Éliane David-Weill (née en 1935), mariée au comte Roland de Solages, petit-fils du marquis Jérôme Ludovic de Solages et de Gaston Goüin.
Un portrait de son épouse, aujourd'hui dans les collections du Metropolitan Museum of Art, sera réalisé par Salvador Dalí en 1952.

### Le banquier
Pierre David-Weill suit les pas de son père en devenant « partenaire » en 1927 au sein du bureau de Paris de la banque familiale, dirigée à l'époque par Raymond Philippe.
En octobre 1936, il est admis au conseil d'administration de la Société de construction des Batignolles en tant que représentant des intérêts de la banque Lazard Frères. Il est également administrateur entre autres de la Banque de l'Indochine, de la Banque de Paris et des Pays-Bas, de Rhône-Poulenc, de Canadian Eagle Oil, de Mexican Eagle Oil (en).
Lorsque la Seconde Guerre mondiale éclate et que la France est envahie par les nazis en 1940, Pierre David-Weill et sa famille sont partent partir pour les États-Unis pour échapper à l'Occupation et aux lois du régime de Vichy. Certains juifs sont restés en Frabnce pour résister : Marcel Bleustein-Blanchet. Ils sont accompagnés aux USA par l'un des partenaires les plus emblématiques de la banque, André Meyer.
Là-bas, Pierre David-Weill prend la direction des bureaux basés à New York. Il y reste jusqu'à la Libération, en 1944. En rentrant à Paris, il laisse à André Meyer la charge de la filiale américaine, ainsi qu'à Felix Rohatyn, avec qui il développe ensuite les activités de Lazard Frères pour en faire une des banques d'investissement les plus prestigieuses.
Il meurt le 14 janvier 1975 à Paris. Malgré sa conversion au catholicisme au milieu des années 1960, il est enterré avec sa femme dans la section juive du cimetière du Montparnasse (division 5) à Paris.

### Le mécène
Membre de l'Institut de France (élu membre titulaire de l'Académie des beaux-arts, au fauteuil d'André Arbus, le 13 mai 1970), il a créé, en 1971, un prix de dessin portant son nom décerné par l'Académie des beaux-arts.

## Distinctions
- Officier de la Légion d'honneur en 1961[4]
- Officier des arts et des lettres[4]
- Croix de guerre[4]